# Пятый Латеранский собор
Пятый Латера́нский собор (по счёту Католической церкви — XVIII Вселенский собор) состоялся в 1512—1517 годах в Риме, в базилике Сан-Джованни-ин-Латерано.

## Предыстория
В начале XV века Констанцский собор принял решение о регулярном, не реже, чем раз в десять лет, созыве вселенских соборов. Однако это решение никогда не выполнялось. Папа Юлий II при избрании в 1503 году взял на себя обязательство созвать собор в течение двух лет, но также не выполнил его. 
Папа активно участвовал в многочисленных военных кампаниях на севере Италии. Если сначала он вместе Францией в составе Камбрейской лиги выступал против Венеции, то затем вступил в конфликт с французским королём Людовиком XII, чтобы остановить его экспансию в Италии.  
Католическая церковь во Франции пользовалась значительной автономией согласно непризнанной Римом Буржской прагматической санкции, принятой в 1438 году и утверждавшей верховенство власти соборов над властью папы. Во Франции король считал себя вправе назначать епископов, что подогревало его противостояние со Святым престолом. 
В 1510 году Людовик XII собрал в Туре съезд французского духовенства, которое потребовало созыва вселенского собора. Такой собор открылся в Пизе 1 ноября 1511 г. при поддержке французского короля и императора Максимилиана I. Туда съехалось четыре кардинала (ещё от двух была доверенность), а также около 20 епископов, в основном французских. Многие участники собора были сторонниками концилиаризма, то есть считали, что папа должен подчиняться решениям соборов, а собор вправе низложить папу. Недовольство местных жителей и поражения французской армии заставили собор покинуть Пизу. Сначала он переехал в Милан, а затем в Асти и в Лион, где в конце 1512 года прекратил свою работу.  
В ответ на действия своих противников ещё до открытия Пизанского собора Юлий II издал буллу «Sacrosanctae Romanae Ecclesiae», в которой пригрозил отлучением всем сторонникам и участникам Пизанского собора, а также объявил о созыве собора в следующем 1512 году в Риме, в в базилике Сан-Джованни-ин-Латерано. Папа утверждал, что с момента избрания он всегда искал возможности созвать собор, и что войны, в которые он был втянут, разгорелись против его воли и были связаны с необходимостью возвращения исконных земель папского государства.

## Ход Собора, его решения и итоги
На первом заседании Собора 3 мая 1512 года присутствовало 15 кардиналов, католические патриархи Александрии и Антиохии, 10 архиепископов, 56 епископов, представители монашеских орденов и светских властей. Всего за время проведения Собора в нем приняли участие около 400 епископов, две трети из которых представляли Италию. 
Решения Собора оформлялись папскими буллами , подписанными участниками собора (а не канонами или декретами, как это делалось обычно). Заседания первых пяти сессий проходили под председательством папы Юлия II, уже тяжело больного. Начиная с шестой сессии, открывшейся 27 апреля 1513 года, Собором руководил уже новый папа Лев X.
На первых сессиях много внимания было уделено оценке Пизанского собора. Было признано, что любой собор, созванный против воли папы, незаконен. Папа наложил интердикт на Французское королевство. Были зачитаны сообщения о союзе папы с английским королем Генрихом VIII и послание императора Максимилиана I об осуждении решений Пизанского собора. Арагонский король Фердинанд также поддержал Латеранский собор.
На восьмой сессии собора в декабре 1513 году уже и французский монарх в своём послании отрекся от Пизанского собора и обязался закрыть его.
Ряд дальнейших постановлений Собора касались упорядочения церковной жизни: образа жизни и поведения кардиналов, порядка избрания на епископские кафедры и пользования бенефициями, и пр. Особые меры предусматривались против клириков, замеченных в богохульстве, распутстве, симонии. Светским властям под страхом интердикта запрещалось отчуждать церковные имущества и облагать духовенство налогами.
Единственное догматическое решение, подкрепленное буллой «Apostolici regiminis sollicitudo», было принято против учения Пьетро Помпонацци (без упоминания его имени). В нем утверждалось бессмертие индивидуальной человеческой души, а также осуждались теории о существовании двух различных истин, постигаемых философией и верой.
Специальное постановление «Inter sollicitudines» признавало пользу книгопечатания, однако запрещало издание книг без специального разрешения местных церковных властей.
На одиннадцатой сессии Собора в декабре 1515 года были одобрены условия примирительного договора (Болонский конкордат) между папой и новым французским королём – Франциском I. Прагматическая санкция была формально отменена, но при этом признавалось право короля предлагать кандидатов на епископские кафедры в своих владениях.
На последней, двенадцатой, сессии Собора 16 марта 1517 года в качестве его итогов были названы преодоление раскола в Церкви, установление мира между европейскими державами, упразднение Буржской прагматической санкции. Было объявлено о начале сбора налогов для крестового похода против турок.
Собор не смог принять достаточных мер для искоренения самых существенных злоупотреблений. Даже достаточно умеренные его решения не были воплощены в жизнь. Это создало предпосылки для усиления антипапских течений, особенно на севере. Собор закрылся в марте 1517 года, а уже в октябре Мартин Лютер вывесил на дверях церкви в Виттенберге свои тезисы. 